# Estrecho de Jones
El estrecho de Jones es una masa de agua del ártico canadiense, situada entre isla Devon e isla Ellesmere. Administrativamente, forma parte del territorio autónomo de Nunavut, Canadá. Está en la parte septentrional de bahía de Baffin. 

## Geografía
Jones Sound es uno de los tres estrechos situados en la parte noroccidental de la bahía de Baffin, entre el estrecho de Lancaster, al sur, y el estrecho de Smith, al norte, en la boca del estrecho de Nares. El Jones Sound es un estrecho situado entre las costas septentrionales de isla Devon y las costas meridionales de isla Ellesmere.
A la entrada del Jones Sound desde bahía Baffin, por su parte oriental, se encuentra isla Coburg (411 km²) que divide el acceso en dos tramos: el meridional, el estrecho de Lady Ann, entre las islas de Coburg y Devon, de unos 28 km de anchura; y el septentrional, el estrecho Glaciar entre isla Coburg y las pequeñas islas Stewart, situadas frente a la costa oriental de Isla Ellesmere, de tan solo unos 20 km. 
El Jones Sound tiene una longitud en dirección N-S de unos 280 km, variando su anchura entre 40-110 km. La costa septentrional es muy quebrada, con largos y profundos fiordos en dirección N-S; de este a oeste, aparecen los de Fram, Starnes, Grise, Hearbour, South Cape, Baad, Muskod y Goose. El más importante es el Grise Fiord, en cuya boca esta el asentamiento homónimo de Grise Fiord, que dispone de aeródromo y es el asentamiento civil más al norte de América, con una población permanente de 141 personas según el censo de 2006. 
La ribera meridional es menos quebrada, con amplias bahías y algún fiordo. También de este a oeste, se encuentran Bahía Brae, Bahía Bear —con los inlets de Sverdrup y Thomas Lee— y al final, el fiordo del Oeste. Al fondo del Jones Sound, en la parte noroccidental. se encuentra la pequeña isla de Calf y luego isla Nort Kent (590 km²), que cierra el estrecho y deja dos pasos laterales que dan acceso a bahía Noruega: en la parte oriental, el Hell Gate, con unos 7,5 km de anchura; y en la occidental, el estrecho Cardigan, de unos 8 km.

## Historia
El Jones Sound fue descubierto por vez primera por la expedición inglesa del Discovery capitaneada por Robert Bylot y pilotada por William Baffin en 1616. En esa expedición se descubrió la bahía que hoy lleva su nombre (bahía de Baffin) y los estrechos de Lancaster, Smith y Jones, que fueron nombrados así en honor de los patrocinadores de sus viajes. Esa expedición de Baffin alcanzó un nuevo récord de navegación boreal, los 77° 45´N, 480 km más al norte de la marca anterior establecida por John Davis, una marca que permaneció sin ser superada durante 236 años.